# 莎樂美 (歌劇)
《莎樂美》（德語：Salome），作品54，是理查德·施特劳斯作曲並作詞一套單幕德語歌劇。該劇腳本是基於奥斯卡·王尔德同名法語戲劇的赫德維希·拉赫曼德語譯本改編而成的。1905年12月9日首演於德累斯頓的宮廷歌劇院。
該劇最為世人熟悉的段落，也是上演初年最為臭名昭著的，便是女主角莎樂美的｢七層紗之舞｣（Tanz der sieben Schleier）。而當今更著名便是驚人的最後一幕，莎樂美熱情地親吻起施洗者約翰斷頭上的嘴唇。這一段已成為戲劇女高音的常用曲目，而全劇也是各大歌劇院的經典保留劇目。

## 創作歷程

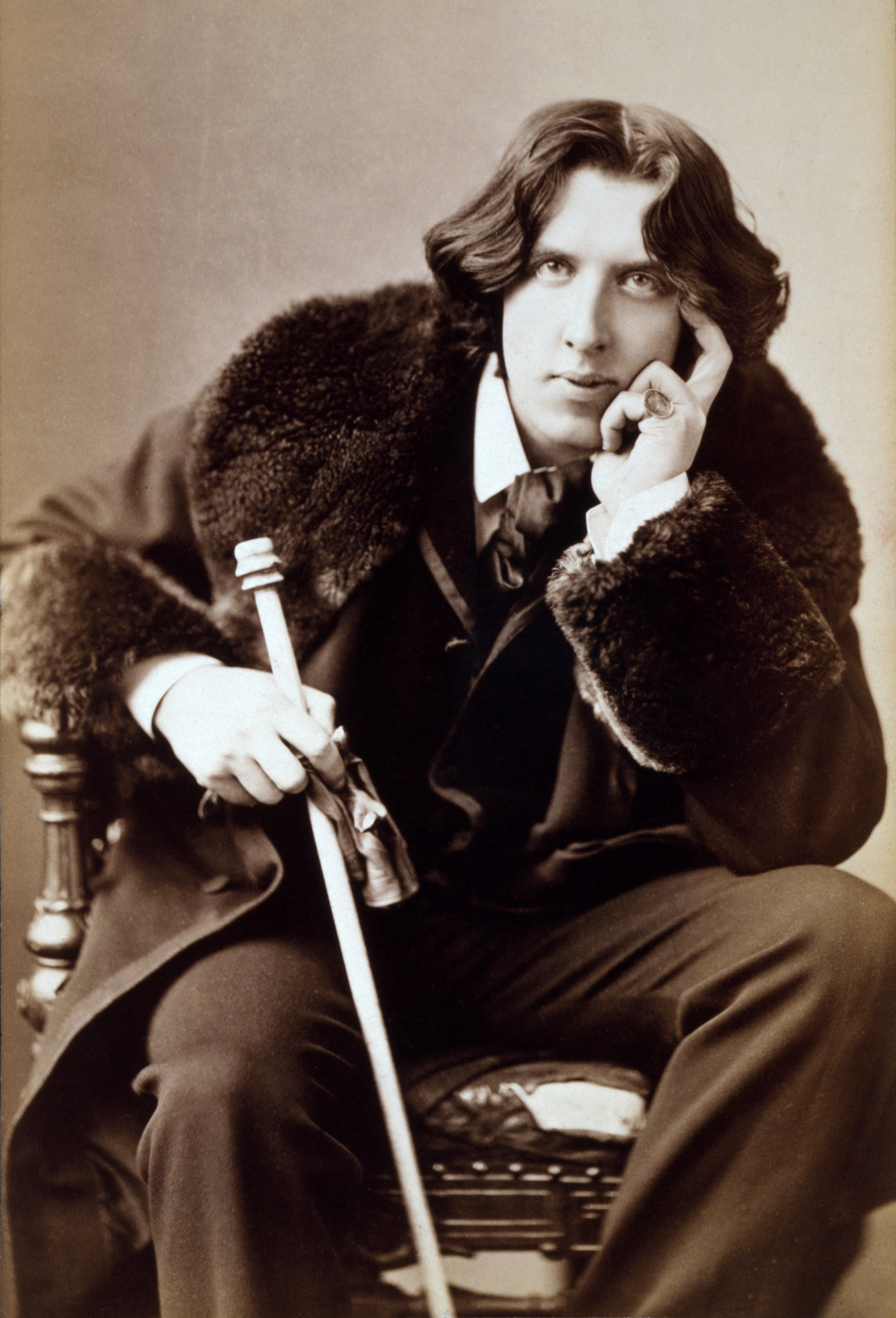
奧斯卡·王尔德

19世紀最後幾年，憑藉創作交響詩小有名氣的理夏德·施特劳斯，開始投身歌劇創作市場。但最初兩次嘗試，既不能獲得好評，作品更被指為｢淫穢｣。1902年，施特劳斯在柏林觀看了王爾德《莎樂美》的戲劇版本的演出，次年便開始了該劇的創作。事後施特劳斯在回憶錄中寫道，在柏林那場戲劇表演後，有朋友向他表示，莎樂美是他的下一部歌劇的好題材。施特劳斯回應到：｢我正在為此作曲。｣1905年交由德累斯顿萨克森国立乐团和宮廷歌劇院首演。

## 爭議不斷
混雜《聖經》故事、近親婚姻、色情和謀殺暴力等元素，再加上源自王爾德的劇作，該劇一上演便為觀眾帶來極大震撼，導致爭議不斷。早期該劇的表演者往往極不願意按劇本辦事，如首演莎樂美的女主角瑪莉·維蒂奇就曾說過：｢我才不演呢。我是個受尊重的良家婦女。｣而在外國，這套歌劇更是四處碰壁，在倫敦一直被宮務大臣（宮務大臣）禁演至1907年，而維也納宮廷歌劇院總監古斯塔夫·馬勒也無法取得審查當局的首演批文。1907年在紐約大都會歌劇院的首演，更是只能上演一晚，便在贊助人的壓力下取消餘下的演出。贊助人們更嘗試遊說造訪紐約的英國作曲家爱德华·埃尔加出面施壓。埃尔加拒絕為他們站台，反讚施特勞斯是｢當代最偉大的天才｣。
該劇雖然引起争议，但同時取得巨大的成功，理查德·施特勞斯也因此一鳴驚人。但施特勞斯對該劇的爭議性，相當輕描淡寫。在首次排練時，他說到：｢這部歌劇就是一首帶有毀滅性結局的詼諧曲！｣而在首演過後，德国皇帝在接见施特劳斯时对他说：创作这样的歌剧对他没有好处，施特劳斯回答道：至少他用创作这部歌剧的收入买了一栋乡间别墅。

## 角色和首演陣容
| |                                    | 德累斯頓首演 1905年12月9日        |
| --- | ---------------------------------- | --------------------------------- |
| 希律王，由羅馬帝國指派的猶地亞、加利利及比利亞的分封王 Herodes, Tetrarch von Judäa | 男高音                             | 卡爾·布利安 Carl Burrian          |
| 希羅底，希律王的王后和第二任妻子（安提帕斯在未娶希羅底前，希羅底是他的嫂子，希羅底的前夫是安提帕斯的兄弟希律二世之妻。） Herodias, Gemahlin des Tetrarchen                                             | 女中音                             | 艾蓮·馮·查凡妮 Irene von Chavanne |
| 莎樂美，希羅底之親生女、希律的繼女（莎樂美為安提帕斯的兄弟希律二世的親生女兒，但因安提帕斯棄了他的原配Phasaelis、娶了希律二世的妻子希羅底，莎樂美由侄女成為了他的繼女。） Salome, Tochter der Herodias | 女高音                             | 瑪莉·維蒂奇 Marie Wittich         |
| 施洗者約翰，先知 Jochanaan, der Prophet | 男中音                             | 卡爾·佩隆 Karl Perron             |
| 納拉博特，一名敘利亞青年，王宮侍衛長 Narraboth, der junge Syrer, Hauptmann der Wache | 男高音                             |                                   |
| 希羅底的傳令侍從 Ein Page der Herodias | 女低音                             |                                   |
| 五名猶太人 Fünf Juden | 4位男高音，1位男低音               |                                   |
| 兩名拿撒勒人 Zwei Nazarener | 男低音和男高音                     |                                   |
| 兩名士兵 Zwei Soldaten | 男低音                             |                                   |
| 一名卡帕多细亚人 Ein Kappadozier | 男低音                             |                                   |
| 一名奴隸 Ein Sklave | 男高音/女高音                      |                                   |
| 王家賓客（來自埃及和羅馬）、隨從、士兵 | 無聲角色                           |                                   |
| | 德累斯顿萨克森国立乐团             |                                   |
| | 恩斯特·馮·舒赫（Ernst von Schuch） |                                   |

## 劇情
時間：公元一世紀某個月夜

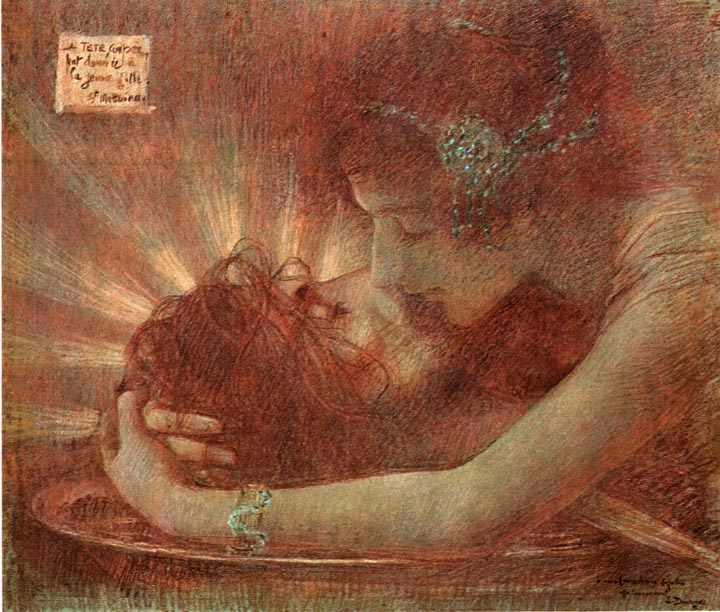
莎樂美親吻施洗約翰的斷頭的畫作（呂西安·萊維-杜爾默繪於1896年）

地點：加利利分封王希律·安提帕斯在猶大加利利海徬提比里亞宮殿內的一個露臺
宮廷侍衛長納拉博特自露臺凝視著正在宴會中的美麗公主──莎樂美。被囚禁的先知，施洗者約翰的聲音，自監牢中傳出，希律王打心底裡懼怕著先知。
疲倦於持續不斷的宴會和應酬，莎樂美逃到露臺。當她聽到約翰在詛咒自己的母親希羅底，好奇心大起。宮廷侍衛皆不敢把約翰帶到公主的跟前，莎樂美於是通過揶揄納拉博特，以達到目的。雖有希律王下達的禁令，在莎樂美會回報自己的承諾，納拉博特將約翰帶來。
一見到約翰，莎樂美腦海中頓時產生了勢不可當的慾望，欲與約翰行肌膚之親，但遭約翰拒絕。莎樂美轉而只求一吻，納拉博特無法忍受所見所聞，拔劍自刎。回到牢房，約翰繼續自己的佈道。
希律王進場，緊隨其後是王后和侍從。希律王突然滑倒在納拉博特的鮮血上，並產生聽到翅膀拍動聲音的幻覺。無視希羅底的反對，希律王慾火焚身地注視著拒絕自己的莎樂美。在牢房的約翰突然大聲咒罵希羅底和希律王不道德的婚姻。希羅底要希律王命令約翰閉嘴，希律王拒絕，希羅底嘲笑丈夫的懦弱。五位猶太人就神的本質展開辯論，兩名拿撒勒人則在講述基督所施的奇蹟；還說到基督能將死去的拿撒勒人復活。希律王聽到不寒而慄。
希律王要求莎樂美和他同吃共喝，皆被冷淡地拒絕了，謂自己既不餓也不渴。希律王不顧妻子反對，轉而求莎樂美為他跳一支舞：｢Tanz für mich, Salome｣，更承諾給予任何莎樂美想要的東西──就連半壁江山也在所不辭。
當莎樂美質疑他的承諾，希律王發誓確認，莎樂美便去準備她的｢七層紗之舞｣。這支舞蹈，在富有濃厚東方特色的配樂下，莎樂美緩緩地逐層逐層地脫去身上的七層紗布，最後全身赤裸地伏在希律王腳下。舞跳過後，莎樂美向（繼）父王要求先知約翰的斷頭，盛在銀碟上呈給她。希羅底咯咯發笑，希律王則極力勸阻，不斷提出替代品：奇珠異鳥，甚至聖殿裡的聖巾。但莎樂美立場堅定，要希律王一定履行承諾。一段間奏曲過後，先知約翰的斷頭自牢房呈上，如同莎樂美要求般，以銀盤盛載。
莎樂美接下來便開始對著施洗者約翰被砍下來的頭顱，談情說愛，繼而更熱情如火地親吻斷頭上的嘴唇。在旁窺看的希律王越看越看不下去，在滿腦惶恐和疑惑中，下令自己的士兵殺死莎樂美。

## 莎樂美的選角

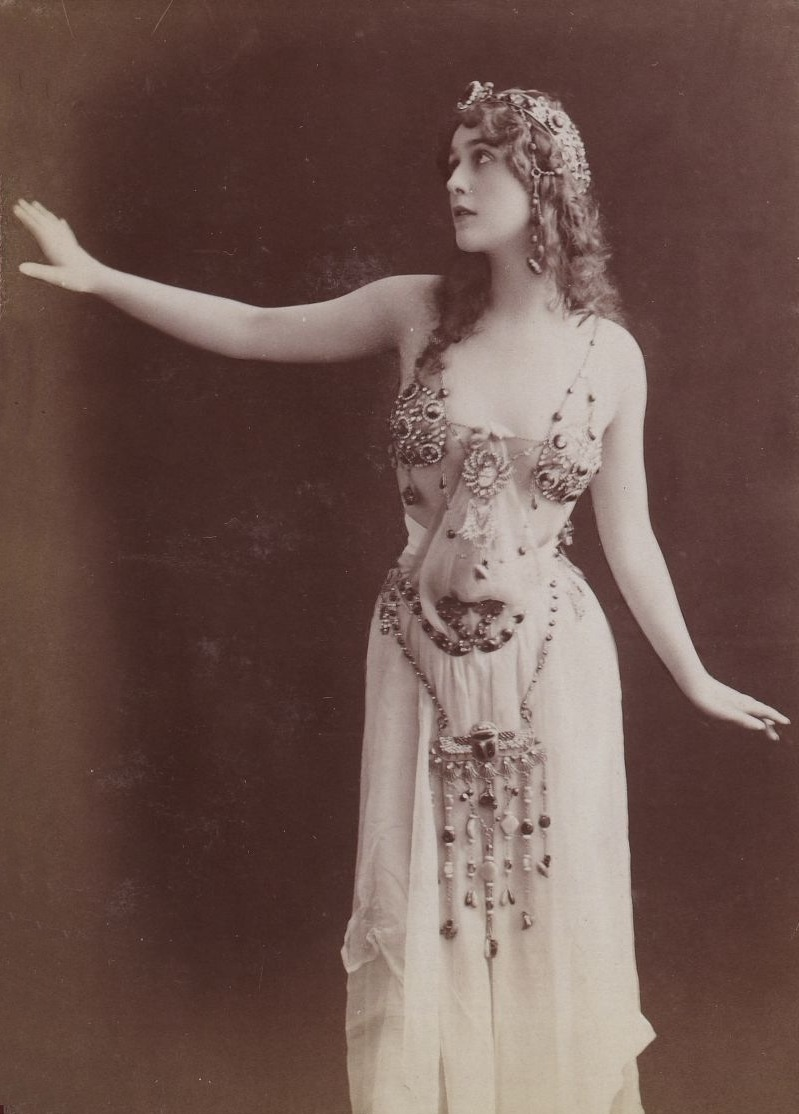
莉娜·卡瓦列裡飾演的莎樂美

施特勞斯為該劇女主角莎樂美安排的演唱難度，不亞於華格納筆下的伊索尔德、布仑希尔德和普契尼筆下的图兰朵。一個理想的莎樂美需要一個充滿音量、活力和力量的戲劇女高音。
上述四個角色的普遍難度是角色要求的往往是一位芳齡十幾的少女，但往往聲音達到要求的女高音早已超齡。除了聲音上的要求，飾演莎樂美的女高音還需要是一個芭蕾舞者，親身表演戲肉名段的「七層紗之舞」。尋找一位富有上述所有特質的女高音可謂是一不可能任務。
無論如何，近半個世紀有不少女高音曾嘗試過這個角色，著名的如比尔吉特·尼尔森、蒙特賽拉特·卡芭葉、格溫妮斯·瓊斯和只出演過電影版的特蕾薩·斯特拉塔斯等等。她們每一位都對這個角色有各自的詮釋。
由於角色需求亦歌亦舞，有些女高音選擇專司演唱，將舞蹈部分交由專業的芭蕾舞演員替身負責。另一派則親身上陣表演「七層紗之舞」。往時「七層紗之舞」的舞者往往會穿著絲襪打底，但近年，部分親自上陣的女高音如凱特琳·馬爾妃塔諾（Catherine Malfitano）、瑪莉亞·依維英（Maria Ewing）以及卡利塔·瑪提拉（Karita Mattila），就只穿戲服就上場。
但莎樂美一角的音樂要求也相當高難度：最高音雖是女高音甚至中音音域中的高音B，但低音卻去到女低音音域的低音降G，低於對任何女中音的要求。單就音樂而言，卡門和安奈瑞斯等角色是相類似的，即是女高音的音域上限不是重點。但事實上，莎樂美一角的音域上限才是關鍵。大部分音域偏低的女高音嘗試莎樂美一角時，發覺自己很難保持自己的聲音和音量，特別是在最關鍵的最後一幕，特別容易疲倦。這個角色可謂是一個展示應用音域和理論音域不同的典型案例。女中音固然可唱一兩個高音，而且可以短時間維持在高音，但要長時間維持高音，特別是中央C上兩個八度的音，就需要更好的技巧和呼吸控制，除非交由女高音演繹。而且低音降G在歌劇中出現兩次，而且只是極弱音（pp），效果上需要低聲哼唱多於歌唱。其他低音也不低於低音A，皆是弱音。

## 樂隊配置
該劇所需的樂隊規模非常大，甚至比華格納的樂劇所需的還要大，不過施特勞斯十分明確每個部分需要多少樂器。弦樂部需要第一和第二小提琴各16把、10至12把中提琴、10把大提琴和8把低音大提琴。木管部則要3支長笛、1支短笛、2支雙簧管、1支英國管、1支赫格管、5支單簧管（1支降E大調，A大調、降B大調各2支）、3支巴松管和1支低音巴松管；銅管部則需要6把法國號、4把小號、4把長號和1把低音號。打擊樂部的要求更高，往往需要8至9名樂手操作，需要5個定音鼓（4大1小）、1把三角鐵、1對钹、1個小鼓，1副鑼、1個低音鼓、1副鈴鼓、1組木琴、1組響板和1組銅铃或鐵片鐘琴。另外樂團還需要2把豎琴、1部鋼片琴、1把小風琴和1部管風琴。